# مجله حقوق مینه‌سوتا
مجله حقوق مینه‌سوتا (انگلیسی: Minnesota Law Review) مجله حقوقی دانشجو محوری است که در مدرسه حقوق دانشگاه مینه‌سوتا چاپ می شود این مجله شش بار در سال در ماه های نوامبر، دسامبر، فوریه، آوریل، مه و ژوئن چاپ می شود این مجله نخستین بار به وسیله هنری فلچر و ویلیام رینولد در سال ۱۹۱۷ تاسیس شد این مجله شامل مقاله هاو غیر آن است .